# 林田裕至
林田 裕至（はやしだ ゆうじ、1961年 - ）は、日本の美術監督、美術デザイナー。兵庫県出身。

## 略歴
東京芸術大学油画科在学中、『爆裂都市 BURST CITY』で映画美術デビュー。映画界では北村龍平、紀里谷和明、三池崇史監督映画の美術を多く手掛ける。映画だけでなくミュージックビデオなどの美術も手掛ける。2010年代以降は、美術監督・美術デザイナーの佐久嶋依里と組むことが多く、林田は汚い場所を、佐久嶋は清潔で整然とした空間をそれぞれ得意としておりそれらを分担している。
三池崇史監督のリメイク版『十三人の刺客』において、日本アカデミー賞の最優秀美術賞を受賞した。2014年の同監督作品『喰女-クイメ-』では佐久嶋依里と共同で第69回毎日映画コンクール美術賞を受賞した。

## 作品

### 映画美術
- 1982年
  - 爆裂都市 BURST CITY
- 1986年
  - 処女のはらわた
- 1987年
  - ロビンソンの庭
- 1990年
  - てなもんやコネクション
- 1991年
  - 熊楠KUMAGUSU(未完)
- 1996年
  - アトランタブギ
- 2000年
  - 式日[3][1]
- 2002年
  - ロックンロールミシン
- 2003年
  - あずみ[3]
- 2004年
  - CASSHERN[3]
- 2005年
  - 阿修羅城の瞳
- 2006年
  - 小さき勇者たち〜ガメラ〜[3]
  - 神童
- 2007年
  - クローズZERO
  - 大日本人[3]
- 2008年
  - ヤッターマン
- 2009年
  - クローズZEROII
  - TAJOMARU
  - GOEMON
- 2010年
  - 十三人の刺客[3][1]
  - ランウェイ☆ビート
- 2011年
  - 一命
- 2014年
  - 土竜の唄 潜入捜査官REIJI
  - 喰女-クイメ-[3]
  - TOKYO TRIBE[3]
  - 寄生獣 Part1[3][1]
- 2015年
  - 寄生獣 完結編[3][1]
- 2016年
  - テラフォーマーズ
  - シン・ゴジラ（美術、イメージボード）[3]
- 2017年
  - ジョジョの奇妙な冒険 ダイヤモンドは砕けない 第一章
- 2018年
  - ラプラスの魔女
  - パンク侍、斬られて候
- 2021年
  - 妖怪大戦争 ガーディアンズ
  - ボクたちはみんな大人になれなかった
- 2022年
  - シン・ウルトラマン
- 2023年
  - シン・仮面ライダー

## 受賞歴
- 第34回日本アカデミー賞・最優秀美術賞（『十三人の刺客』[4][6]
- 第69回毎日映画コンクール・美術賞（『喰女-クイメ-』） ※ 佐久嶋依里とともに受賞[5]
- 第71回毎日映画コンクール・美術賞（『シン・ゴジラ』）※ 佐久嶋依里とともに受賞[7]
- 第40回日本アカデミー賞・最優秀美術賞（『シン・ゴジラ』）※ 佐久嶋依里とともに受賞[8]
- 第79回毎日映画コンクール・美術賞（『箱男』）[9]